# سیتا رامام
سیتا رامام (به انگلیسی: Sita Ramam) فیلمی هندی محصول سال ۲۰۲۲ و به کارگردانی هانا راغواپودی است. در این فیلم بازیگرانی همچون دولکوئر سلمان، مرونال تاکور، راشمیکا ماندانا، سومانت، ساچین خدکار، پراکاش راج، بومیکا چاولا، تینو آناند و جیشو سنگوپتا ایفای نقش کرده‌اند.